# Steubenville
Steubenville är administrativ huvudort i Jefferson County i Ohio i USA. Orten grundades år 1797 av Bezaleel Wells och James Ross.

## Kända personer från Steubenville
- Danny Abramowicz, utövare av amerikansk fotboll
- Joseph S. Fowler, politiker
- Traci Lords, skådespelare
- Dean Martin, sångare, skådespelare, komiker och filmproducent
- Charles Dillon Perrine, astronom
- Edwin M. Stanton, politiker, USA:s krigsminister 1862–1868